# Batheos-Rhyakos-Kloster
Das Kloster der Verklärung Christi des Erlösers (griechisch Μονή Μεταμορφόσεως Σωτήρος Χριστού), gemeinhin bekannt als das Soteros oder das Erlöser-Kloster (Μονή Σωτήρος, türkisch Aya Sotiri manastırı) sowie kurz als das Batheos-Rhyakos-Kloster (Μονή του Βαθέως Ρύακος), war ein Kloster aus der byzantinischen Ära nahe der heutigen Kreisstadt Tirilye bei Mudanya in der Türkei (im Mittelalter Trigleia in Bithynien). Der Kirchenkomplex liegt heute in Ruinen, einige Gebäude werden als Viehställe genutzt.